# 201
Évszázadok: 2. század – 3. század – 4. század
Évtizedek: 150-es évek – 160-as évek – 170-es évek – 180-as évek – 190-es évek – 200-as évek – 210-es évek – 220-as évek – 230-as évek – 240-es évek – 250-es évek
Évek: 196 – 197 – 198 – 199 –  200 – 201 – 202 – 203 – 204 – 205 – 206

## Események

### Római Birodalom
- Lucius Annius Fabianust és Marcus Nonius Arrius Mucianust választják consulnak.
- A legendák szerint (amit megbízható források nem támasztanak alá) Oszroénében (amely ekkor jórészt Edessza városára korlátozódik) Abgar király elsőként teszi hivatalos vallássá a kereszténységet.
- Edesszában egy áradás megsemmisíti a királyi palotát, egy keresztény templomot és a város jelentős részt. A katasztrófa kétezer halálos áldozatot követel.

### Kína
- Cao Cao a cangtingi csatában újabb vereséget mér északi riválisára, Jüan Saóra, kiűzve őt a Sárga-folyótól délre eső területekről.

## Születések
- Decius, római császár

## Fordítás
- Ez a szócikk részben vagy egészben  a(z)   201 című francia Wikipédia-szócikk ezen változatának fordításán alapul.  Az eredeti cikk szerkesztőit annak laptörténete sorolja fel. Ez a jelzés csupán a megfogalmazás eredetét és a szerzői jogokat jelzi, nem szolgál a cikkben szereplő információk forrásmegjelöléseként.